# Atletica leggera alla XXX Universiade - Lancio del disco femminile
La specialità del lancio del disco femminile all'Universiade di Napoli 2019 si è svolta il 9 luglio 2019.

## Podio
| Oro     | Daisy Osakue Italia      |
| Argento | Claudine Vita Germania   |
| Bronzo  | Ieva Zarankaitė Lituania |

## Risultati

### Qualificazioni
Si qualificano alla finale le atlete che lanciano 58,00 m Q o le dodici migliori misure q.
| Posizione | Gruppo | Atleta                  | Nazione           | #1    | #2    | #3    | Risultato | Note                                     |
| --------- | ------ | ----------------------- | ----------------- | ----- | ----- | ----- | --------- | ---------------------------------------- |
| 1         | A      | Claudine Vita           | Germania          | 59.95 |       |       | 59.95     | Q                                        |
| 2         | A      | Ailén Armada            | Argentina         | 54.78 | x     | x     | 54.78     | q,                                       |
| 3         | A      | Gabby Rains             | Canada            | 54.76 | x     | 44.22 | 54.76     | q,                                       |
| 4         | B      | Subenrat Insaeng        | Thailandia        | 54.66 | 54.07 | 54.15 | 54.66     | q                                        |
| 5         | B      | Daisy Osakue            | Italia            | 51.48 | x     | 54.05 | 54.05     | q                                        |
| 6         | B      | Ieva Zarankaitė         | Lituania          | 52.61 | 50.61 | 53.92 | 53.92     | q                                        |
| 7         | A      | Giada Andreutti         | Italia            | 53.28 | x     | 51.51 | 53.28     | q                                        |
| 8         | B      | Portious Warren         | Trinidad e Tobago | x     | 52.94 | 51.64 | 52.94     | q                                        |
| 9         | B      | Lisa Pedersen Brix      | Danimarca         | 52.71 | x     | 52.66 | 52.71     | q                                        |
| 10        | A      | Veronika Domjan         | Slovenia          | 49.77 | 52.53 | 51.59 | 52.53     | q                                        |
| 11        | B      | Yolandi Stander         | Sudafrica         | 52.13 | 51.73 | x     | 52.13     | q                                        |
| 12        | B      | Lidia Augustyniak       | Polonia           | x     | 47.34 | 51.91 | 51.91     | q                                        |
| 13        | A      | Daria Zabawska          | Polonia           | x     | x     | 51.51 | 51.51     |                                          |
| 14        | A      | Salla Sipponen          | Finlandia         | 51.23 | 49.28 | x     | 51.23     |                                          |
| 15        | B      | Jeong Ji-hye            | Corea del Sud     | 51.01 | x     | 48.34 | 51.01     |                                          |
| 16        | B      | Nanaka Kori             | Giappone          | 50.53 | x     | 49.64 | 50.53     |                                          |
| 17        | A      | Tatiana Kaumoana        | Nuova Zelanda     | 48.29 | x     | 50.16 | 50.16     |                                          |
| 18        | A      | Maki Saito              | Giappone          | 47.65 | 50.08 | x     | 50.08     |                                          |
| 19        | A      | Amira Khaled            | Egitto            | 46.13 | x     | 49.22 | 49.22     |                                          |
| 20        | A      | Lauren Bruce            | Nuova Zelanda     | 33.35 | 47.68 | x     | 47.68     |                                          |
| 21        | B      | Chelsea Igberaese       | Stati Uniti       | 44.53 | 47.35 | 47.18 | 47.35     |                                          |
| 22        | B      | Ophelie Oliveira        | Portogallo        | 46.60 | 46.58 | 47.13 | 47.13     | Miglior prestazione personale stagionale |
| 23        | B      | Vilma Paakkala          | Finlandia         | 44.96 | x     | 45.17 | 45.17     |                                          |
| 24        | B      | Maia Ibel Varela        | Argentina         | 43.84 | x     | 44.88 | 44.88     |                                          |
| 25        | A      | Tresna Puspita Gustiayu | Indonesia         | 44.55 | 42.66 | 43.45 | 44.55     |                                          |
| 26        | A      | Cherisse Murray         | Trinidad e Tobago | 44.41 | 42.83 | 37.46 | 44.41     |                                          |
| 27        | B      | Amanda Nordin           | Svezia            | x     | 41.14 | 40.48 | 41.14     |                                          |
| 28        | A      | Alma Gutiérrez          | Honduras          | 39.88 | 39.48 | 39.21 | 39.88     |                                          |
| 29        | B      | Mercy Laker             | Uganda            | 36.43 | 29.84 | 36.21 | 36.43     |                                          |
|           | A      | Gabriella Jacobs        | Stati Uniti       | x     | x     | x     | NM        |                                          |

### Finale
| Posizione | Atleta             | Nazione           | #1    | #2    | #3    | #4    | #5    | #6    | Risultato | Note                                     |
| --------- | ------------------ | ----------------- | ----- | ----- | ----- | ----- | ----- | ----- | --------- | ---------------------------------------- |
|           | Daisy Osakue       | Italia            | 55.27 | x     | x     | 56.50 | 61.69 | x     | 61.69     | Miglior prestazione personale            |
|           | Claudine Vita      | Germania          | 58.75 | 61.41 | x     | x     | 61.39 | 61.52 | 61.52     |                                          |
|           | Ieva Zarankaitė    | Lituania          | 55.01 | 56.02 | 53.76 | 54.11 | 56.75 | 55.01 | 56.75     | Miglior prestazione personale stagionale |
| 4         | Gabby Rains        | Canada            | 53.93 | 55.74 | x     | x     | 53.03 | x     | 55.74     | Miglior prestazione personale stagionale |
| 5         | Subenrat Insaeng   | Thailandia        | x     | 55.48 | 55.59 | 53.56 | x     | x     | 55.59     |                                          |
| 6         | Lidia Augustyniak  | Polonia           | x     | 54.06 | x     | 53.25 | x     | 54.94 | 54.94     |                                          |
| 7         | Ailén Armada       | Argentina         | 54.61 | 53.62 | 54.14 | x     | x     | x     | 54.61     | Miglior prestazione personale stagionale |
| 8         | Veronika Domjan    | Slovenia          | 50.56 | 53.96 | 51.86 | x     | x     | x     | 53.96     |                                          |
| 9         | Lisa Pedersen Brix | Danimarca         | 53.71 | x     | x     |       |       |       | 53.71     |                                          |
| 10        | Yolandi Stander    | Sudafrica         | 50.14 | 51.45 | 52.40 |       |       |       | 52.40     |                                          |
| 11        | Giada Andreutti    | Italia            | 47.02 | x     | x     |       |       |       | 47.02     |                                          |
|           | Portious Warren    | Trinidad e Tobago | x     | x     | x     |       |       |       | NM        |                                          |